# Dally Randriantefy
Dally Randriantefy (Antananarivo, 23 de fevereiro de 1977) é uma ex-tenista profissional de Madagascar.